# 薗田誠一
薗田 誠一（そのだ せいいち、1905年〈明治38年〉10月5日 - 1986年〈昭和61年〉8月3日）は、日本の声楽家（テノール）、オペラ歌手、音楽教育者、音楽評論家、音楽学者、合唱指揮者。お茶の水女子大学名誉教授。

## 経歴
千葉県出身。1930年（昭和5年）東京音楽学校（現: 東京藝術大学音楽学部）卒業。マルガレーテ・ネトケ＝レーヴェ、ヘルマン・ヴーハープフェニッヒに師事。
卒業後、戦前からリサイタル、コンサートで活動し、特にドイツ歌曲を得意とした。
戦後まもなく演奏活動に復帰。門下生の柴田睦陸が結成し、二期会の母体となった東京藝術大学歌劇研究部 ベルリオーズ『ファウストの劫罰』の主役ファウストを務めている。ただし、二期会の結成には参加していない。
合唱指揮も手掛けており、1946年（昭和21年） - 1954年（昭和29年）には東京大学音楽部コールアカデミーの常任指揮者。1947年（昭和22年）長門美保歌劇研究所 カール・マリア・フォン・ウェーバー『魔彈の射手』合唱指揮。1958年（昭和33年） - 1959年（昭和34年）名古屋合唱団常任指揮者。1947年（昭和22年）と1949年（昭和24年）には東京放送合唱団を指揮し柴田南雄作品の初演を務めている。訳詞を手掛けているものもある（1957年（昭和32年）6月13日 東京混声合唱団第6回定期演奏会 Oh! Quand je dors（夢に来ませ）／リスト 編曲: 柴田南雄 訳詞: 薗田誠一）。
音楽教育者としては、1930年（昭和5年） - 1943年（昭和18年）武蔵野音楽学校で指導。1942年（昭和17年） - 1949年（昭和24年）東京女子高等師範学校教授。学制改革により1949年（昭和24年） - 1969年（昭和44年）お茶の水女子大学教授。この間、1959年（昭和34年） - 1960年（昭和35年）米国、欧州留学。1964年10月には城多又兵衛を理事長に日本声楽発声学会（創立当時の名称は「発声指導法研究会」）の発足に参画。1969年（昭和44年） - お茶の水女子大学名誉教授。1969年（昭和44年） - 1977年（昭和52年）は名古屋芸術大学で指導にあたった。
主な門下生としては、柴田睦陸、小川寛興などがいる。とりわけ柴田睦陸の師であったことは特筆すべきであろう。
教職の傍ら、音楽誌等に旺盛な執筆活動を行なった。とりわけ歌唱技術をテーマとした論考が多く、第一線の指導者・研究者として活動した。また、音楽評論家としても多くの評論を残している。
1942年（昭和17年） - 1976年（昭和51年）の長きにわたり、日本音楽コンクール、全日本学生音楽コンクールの声楽部門審査員を務めた。
1986年（昭和61年）8月3日死去。80歳没。

## 受章歴
- 1976年（昭和51年）勲三等旭日中綬章[1]

## 主な舞台出演歴
- 1932年（昭和7年）12月18日 東京音樂學校 ヴァーグネル『ローエングリン』（コンサート形式、ハイライト上演 (前奏曲と第1幕)）タイトル・ロール 東京音楽学校奏楽堂[12]
- 1933年（昭和8年）2月25日 武蔵野音楽学校演奏会 薗田誠一 立松房子 斎藤静子 日本青年館[13]
- 1933年（昭和8年）6月18日 東京音楽学校第67回定期演奏会 ベートーヴェン交響曲第9番 指揮／クラウス・プリングスハイム 独唱／添川はな（ソプラノ） 丹治はる（アルト） 薗田誠一（テノール） 増永丈夫（バリトン） 管弦楽／東京音楽学校管弦学部員 合唱／東京音楽学校生徒[14]
- 1943年（昭和18年）6月18 - 19日 日本交響樂團臨時公演 ベートーヴェン『第九』ローゼンストック指揮、加古美枝子 四家文子 薗田誠一 伊藤武雄 東京高等音楽院 玉川学園合唱団[15]
- 1943年11月17 - 18日 出陣学徒の為の演奏会 バッハ『マタイ受難曲』BWV244 日本交響楽団 ジョセフ・ローゼンストック 三宅春恵(sop.) 千葉静子(alt.) 薗田誠一(ten.) 伊藤武雄(br.) 矢田部勁吉(bs.) 成城合唱団(chor.) 日比谷公会堂[16]
- 1947年（昭和22年）9月4 - 8日 長門美保歌劇研究所 カール・マリア・フォン・ウェーバー『魔彈の射手』合唱指揮 東京劇場[7]
- 1948年（昭和23年）6月16 - 17日 日本交響楽団第295回定期演奏会 ベートーヴェン『荘厳ミサ曲』指揮／山田一雄 大熊文子(S) 四家文子（A） 薗田誠一(T) 中山悌一（Bar） 日比谷公会堂[17]
- 1948年（昭和23年）6月26日 日本交響楽団臨時定期演奏会 ベートーヴェン『荘厳ミサ曲』指揮／山田一雄 大熊文子(S) 四家文子（A） 薗田誠一(T) 中山悌一（Bar） 日比谷公会堂[17]

- 1949年（昭和24年）6月24 - 25日 関西交響楽団第22回定期演奏会 ベートーヴェン交響曲第9番『合唱付』指揮／朝比奈隆 独唱／加古三枝子(S) 川崎静子(A) 薗田誠一(T) 中山悌一(B) 合唱／アサヒコーラス 朝日会館[18]
- 1951年11月27日 - 12月2日 東京芸術大学歌劇研究部 ベルリオーズ『ファウストの劫罰』ファウスト 日比谷公会堂[3]
- 1951年（昭和26年）12月27 - 28日 NHK交響楽団 ヴェルディ『ファルスタッフ』（演奏会形式）バードルフ 日比谷公会堂[19]

## 主なディスコグラフィー
- ハイドン オラトリオ『十字架上の七つの言葉』から「神よ、なぜわたしを見捨てられたのか」 シャルル・ラウトゥルップ（指揮） 安藤幸（バイオリン） 黒沢貞子（ソプラノ） 丹治ハル（アルト） 薗田誠一（テノール） 伊藤武雄（バス） 東京音楽学校管弦楽団（管弦楽） 東京音楽学校合唱団（合唱） コロムビアレコード No.3965[20]
- CD8枚組 甦る！NHKラジオ歌謡（オムニバス）
- CD7枚組 日本SP名盤復刻選集2、3 ローム・ミュージック・ファンデーション（オムニバス） 2007

## 著作・論文等

### 著書
- 兒童の發聲指導 プランゲ文庫（音樂文庫 敎育篇 1）/薗田誠一（河出書房 1948）[21][22][23]

### 共著
- 創元音楽講座 第3巻（演奏篇）ドイツ・リート フランス・メロディー（創元社 1953）薗田誠一 古沢淑子[23]

### 論文
- お茶の水女子大学人文科学紀要 Ochanomizu University studies in arts and culture 発行: お茶の水女子大学 ISSN 04724682 第1巻（1952-03-20）p.145-170 発声法論 On Voice Technique in Music[24]

### 関係論文
- 合唱音楽研究発表の反省--薗田誠一先生の批判に答えて 長谷川新一 1951-10[25]

### 掲載誌等
国立国会図書館デジタルコレクションによる。
- 月刊楽譜 23(11)（月刊楽譜発行所 1934-11-01）テノール・薗田誠一氏
- 音楽の友 3(1)（音楽之友社 1943-01-01）希望プログラム/薗田誠一
- 音楽芸術 4(2)（音楽之友社 1946-02）音樂學校の革新･座談會/靑砥道雄 井上武士 薗田誠一 野村光一 淸水脩
- 音楽芸術 4(5)（音楽之友社 1946-05）談座會 日本音樂聯盟の性格/有坂愛彦 杉山長谷夫 薗田誠一 林幸光
- 音楽芸術 5(5)（音楽之友社 1947-08）シューベルトの歌曲について/薗田誠一
- 音楽の友 7(11)（音楽之友社 1949-11-01）歌曲の眞隨を語る 【座談會】/野村光一 太田黑元雄 堀?敬三 四家文子 薗田誠一
- 音楽の友 7(12)（音楽之友社 1949-12-01）ピアニストへの道を語る〔座談會〕/野村光一 山根銀二 薗田誠一
- 音楽芸術 8(1)（音楽之友社 1950-01）新春隨筆/京極高鋭 三宅洋一郞 宮澤縱一 原信子 薗田誠一 宅孝二 鈴木重敎
- 音楽芸術 8(3)（音楽之友社 1950-03）発声法論/薗田誠一
- 音楽の友 8(4)臨時増刊（音楽之友社 1950-04-25）ドイツの歌曲の歌い方とドイツ語の発音/薗田誠一
- 音楽芸術 8(5)（音楽之友社 1950-05）｢冬の旅｣邦譯歌詞による伊藤武雄獨唱會/薗田誠一
- 音楽芸術 8(7)（音楽之友社 1950-07）講座 聲樂のためのドイツ語の發音/薗田誠一
- 音楽芸術 8(8)（音楽之友社 1950-08）声楽のためのドイツ語の発音-11-/薗田誠一
- 音楽の友 8(10)臨時増刊（音楽之友社 1950-10-30）合唱のための視唱練習/薗田誠一
- 音楽の友 8(11)（音楽之友社 1950-11-01）歌唱指導「月の夜」シューマン曲/薗田誠一
- 音楽芸術 9(1)（音楽之友社 1951-01）聲樂/薗田誠一
- 音楽芸術 9(3)（音楽之友社 1951-03）伊藤京子獨唱會/薗田誠一
- 音楽芸術 9(5)（音楽之友社 1951-05）再びテノール馬鹿に就て/薗田誠一 三宅春惠獨唱會/薗田誠一
- 音楽生活 2(11)（教育出版 1951-12）バッハ曲｢結婚カンタータ｣/薗田誠一
- フィルハーモニー = Philharmony 23(11)（NHK交響楽団 1951-12）ブラームス作｢ドイツ鎮魂曲｣を聞いて--第330回定期公演評/薗田誠一
- 音楽芸術 10(5)（音楽之友社 1952-05）ヒュッシュとトラウベルに何を期待するか/薗田誠一
- レコード芸術 1(4)（音楽之友社 1952-06）優れた歌手偉大な歌手--ヒュッシュ・トラウベルを聴いて/薗田誠一
- レコード芸術 1(6)（音楽之友社 1952-08）トスカニーニの「第九」を聴く（座談会）/薗田誠一 森正 牧定忠 村田武雄
- 音楽芸術 10(10)（音楽之友社 1952-10）如何なる仕事をなすべきか/薗田誠一
- レコード芸術 1(8)（音楽之友社 1952-10）ヒュッシュの「白鳥の歌」（座談会）/薗田誠一 畑中良輔 西野茂雄 村田武雄
- 音楽教育講座 第2巻 諸井三郎 監修（河出書房 1952）児童の発聲指導 薗田誠一
- 教育技術 7(12)（小学館 1953-02）音楽教育の正しい育成をめぐつて（座談会）/薗田誠一
- 音楽の友 11(7)（音楽之友社 1953-07-01）マリアンアンダソンとの声楽問答/四家文子 薗田誠一 三枝喜美子 野村光一
- フィルハーモニー = Philharmony 25(7)（NHK交響楽団 1953-07）歌手の音楽性と芸術性/薗田誠一
- 音楽芸術 12(1)（音楽之友社 1954-01）声楽の部評/薗田誠一
- 音楽の友 12(1)（音楽之友社 1954-01-01）音楽家はどうして生れるか/薗田誠一
- 音楽の友 12(4)（音楽之友社 1954-04-01）音程の良い悪いとは/薗田誠一
- 音楽芸術 12(6)（音楽之友社 1954-06）タリアヴィーニ評/薗田誠一
- 音楽芸術 13(12)（音楽之友社 1955-12）外来演奏家評――タリアビーニ夫妻･エルマン/薗田誠一 四家文子 柴田喜代子 小野アンナ タリアビーニ夫妻を聴いて/薗田誠一
- 音楽芸術 14(5)（音楽之友社 1956-05）音楽書･書評 子供のための音楽教室編｢子供のための旋律聴音｣アンドレ･オデール 吉川秀和訳｢現代の音楽｣/薗田誠一 松平頼則
- 音楽の友 14(5)（音楽之友社 1956-05-01）音楽ライブラリー/井上武士 津川主一 柴田陸睦 薗田誠一
- レコード芸術 5(7)（音楽之友社 1956-07）台詞の面白さを加えた 「こうもり」全曲＜座談会＞/堀内敬三 薗田誠一 村田武雄
- レコード芸術 6(2)（音楽之友社 1957-02）試聴記 近く発売のLPから ゲッダのアリア集 ロジンスキーの「悲愴交響曲」 クレンペラーの「英雄交響曲」 カンテルリの「未完成交響曲」 ショスタコーヴィッチの「第十交響曲」 ウェルディケ指揮ハイドンの交響曲 ミュンシュ指揮のチャイコフスキー ベイヌム指揮「ハーリー・ヤーノシュ」/薗田誠一 佐川吉男 田代秀穂 岡俊雄 園部四郎 大木正興 上野一郎 志鳥栄八郎
- 教育音楽 1(1)（音楽之友社 1957-04）合唱教室/薗田誠一
- 教育音楽 12(4)（音楽之友社 1957-04）合唱教室/薗田誠一
- 教育音楽 1(2)（音楽之友社 1957-05）合唱教室 発声法について/薗田誠一
- 教育音楽 12(5)（音楽之友社 1957-05）合唱教室 発声法について/薗田誠一
- 教育音楽 1(3)（音楽之友社 1957-06）合唱教室 発声法について（その二）/薗田誠一
- 教育音楽 12(6)（音楽之友社 1957-06）合唱教室 発声法について（その二）/薗田誠一
- 教育音楽 1(4)（音楽之友社 1957-07）合唱教室 読譜力養成について/薗田誠一
- 教育音楽 12(7)（音楽之友社 1957-07）合唱教室 読譜力養成について/薗田誠一
- 教育音楽 1(5)（音楽之友社 1957-08）合唱教室（第5回）読譜力養成について（Ⅱ）/薗田誠一
- 教育音楽 12(8)（音楽之友社 1957-08）合唱教室（第5回）読譜力養成に就いてII/薗田誠一
- 教育音楽 1(6)（音楽之友社 1957-09）合唱教室（第6回）実際的訓練(1)/薗田誠一
- 教育音楽 12(9)（音楽之友社 1957-09）ごくありふれたこと三題 合唱教室（第6回） 実際的訓練(1)/薗田誠一
- 教育音楽 1(7)（音楽之友社 1957-10）合唱教室（第7回）実際的訓練(2)/薗田誠一
- 教育音楽 12(10)（音楽之友社 1957-10）私の学校の音楽施設 合唱教室（第7回）実際的訓練（II）/園田誠一
- 教育音楽 1(8)（音楽之友社 1957-11）合唱教室（第8回）実際的訓練と各種の合唱訓練/薗田誠一
- 教育音楽 12(11)（音楽之友社 1957-11）合唱教室（第8回） 実際的訓練と各種の合唱訓練/薗田誠一
- 教育音楽 1(9)（音楽之友社 1957-12）合唱教室（第9回）各種の合唱訓練（Ⅱ）/薗田誠一
- 教育音楽 12(12)（音楽之友社 1957-12）合唱教室（第9回） 各種の合唱訓練 II/薗田誠一
- 教育音楽 2(1)（音楽之友社 1958-01）第十一回 全日本学生音楽コンクール東日本大会/中野義見 薗田誠一 黒沢愛子 兎束竜夫 合唱教室（第10回）指揮者或は指導者の準備/薗田誠一
- 教育音楽 13(1)（音楽之友社 1958-01）特集 学生のための音楽コンクール特集 第11回 全日本学生音楽コンクール東日本大会 独唱の部/薗田誠一 合唱教室（第10回）指揮者或は指導者の準備/薗田誠一
- 教育音楽 2(2)（音楽之友社 1958-02）合唱教室（第11回）指揮者或は指導者の準備（Ⅱ）/薗田誠一 音楽相談室/井上武士 木村信之 堀内秀治 小出浩平 杉山静夫 薗田誠一 山田浅蔵
- 教育音楽 13(2)（音楽之友社 1958-02）合唱教室（第11回） 指揮者或は指導者の準備（II）/薗田誠一 音楽相談室/井上武士 木村信之 小出浩平 杉山静夫 堀内秀治 薗田誠一 山田浅蔵
- 教育音楽 2(3)（音楽之友社 1958-03）合唱教室（最終回）子音の扱い方/薗田誠一
- 教育音楽 13(3)（音楽之友社 1958-03）合唱教室（最終回） 子音の扱い方/薗田誠一
- 教育音楽 2(6)（音楽之友社 1958-06）合唱における発声と表現/薗田誠一
- 教育音楽 13(6)（音楽之友社 1958-06）特集 合唱コンクール出場を目指す先生方へ 合唱における発声と表現/薗田誠一
- 教育音楽 13(7)（音楽之友社 1958-07）特集 昭和33年度・全国唱歌ラジオコンクール 合唱コンクールに備えて 課題曲の歌い方/薗田誠一
- 教育音楽 3(6)（音楽之友社 1959-06）声楽曲について/服部幸三 薗田誠一
- レコード芸術 9(12)（音楽之友社 1960-12）近く発売されるレコード ボスコフスキー指揮の「シュトラウス・ワルツ集」ゼルキンの弾くブラームス「ピアノ協奏曲第二番」 シュタルケルの弾くベートーヴェン「チェロ・ソナタ」全集 カザルス・トリオのべートーヴェン「太公トリオ」ムラヴィンスキー指揮のショスタコーヴィッチ「交響曲第五番」セラフィン指揮のドニゼッティ歌劇「愛の妙薬」全曲 ヴァレッティーの歌うシューマン「詩人の恋」ほか フリッチャイ指揮のモーツァルト「ミサハ短調」/大町陽一郎 寺西春雄 松下修也 門馬直美 佐藤章 ベルトラメリ能子 薗田誠一 野村良雄
- レコード芸術 10(3)（音楽之友社 1961-03）ニルソンの歌うワーグナー「トリスタンとイゾルデ」/薗田誠一
- レコード芸術 10(4)（音楽之友社 1961-04）ヘブリガーとピアースの歌う二組のシューベルト「美しき水車小屋の娘」全曲盤/薗田誠一
- レコード芸術 10(6)（音楽之友社 1961-06）近く発売されるレコード フィッシャー＝ディースカウの歌う ゲーテの詩による「シューベルト歌曲の夕べ」/薗田誠一
- 教育音楽 16(9)（音楽之友社 1961-09）対談 児童発声を語る/薗田誠一 伊藤雅子
- レコード芸術 10(12)（音楽之友社 1961-12）■近く発売されるレコード スゼーの歌う「シューマン歌曲集」/薗田誠一
- レコード芸術 11(7)（音楽之友社 1962-07）近く発売されるレコード 歌劇「フィディリオ」＜ベートーヴェン＞クナッパーツブッシュ指揮/薗田誠一
- 教育音楽 6(8)（音楽之友社 1962-08）座談会 中学生の合唱のありかた/平井康三郎 薗田誠一 北島利弘 北川剛
- レコード芸術 11(13)（音楽之友社 1962-12）近く発売されるレコード 歌劇「フィデリオ」＜ベートーヴェン＞クレンペラー指揮/薗田誠一
- レコード芸術 12(3)（音楽之友社 1963-02）近く発売されるレコード 歌曲集「美しき水車小屋の娘」<シューベルト>F=ディースカウ(B)/園田誠一
- 音楽の友 21(14)（音楽之友社 1963-11）ヴォーカル・アンサンブルについてその編成法/薗田誠一
- 音楽の友 22(1)（音楽之友社 1964-01）レコード・ライブラリー 私とレコード 壮麗なものへの憧れ/薗田誠一
- レコード芸術 13(3)（音楽之友社 1964-03）「詩人の恋」「リーダークライス」＜シューマン＞プライ(B)/薗田誠一 ベートーヴェン歌曲集／四つの厳粛な歌他＜ブラームス＞ プライ(B)ムーア(P)/薗田誠一
- 音楽の友 22(4)（音楽之友社 1964-04）私のきいた今月の新譜 SP時代の再現≪シュルスヌスのシューベルト名唱集≫/薗田誠一
- 音楽の友 22(6)（音楽之友社 1964-06）レコード・ライブラリー 私のきいた今月の新譜 ドイツ・リートの伝統を守ってヘフリガーがうたう≪美しき水車小屋の娘≫/薗田誠一
- レコード芸術 13(11)（音楽之友社 1964-11）ステレオ・カルテ 「冬の旅」全曲＜シューベルト＞/薗田誠一
- レコード芸術 13(12)（音楽之友社 1964-12）カラー・セクション 新刊書評/宮沢縦一 薗田誠一 池田富造
- 教育音楽 21(6)（音楽之友社 1966-05）子どもの発声 おとなの発声/薗田誠一
- 音楽の友 24(6)（音楽之友社 1966-06）レコード・ライブラリー わたしのきいた今月の新譜/諏訪晶子 薗田誠一 端山貢明 浅妻文樹 山田和男 宮島基栄 池本純子 浜田徳昭 外山滋 鈴木共子 荒谷俊治 山岡優子
- レコード芸術 15(11)（音楽之友社 1966-10）海外LP試聴記/宇野功芳 菅野浩和 園部三郎 野村光一 瓜生幸子 高橋昭 山口重雄 薗田誠一 福永陽一郎 門馬直美 岩井宏之 上野晃
- レコード芸術 15(13)（音楽之友社 1966-12）新刊書評/鈴木鎮一 薗田誠一
- 日本及日本人（薫風）(1547)（J&Jコーポレーション 1978-05）話し声の訓練/薗田誠一

## 編曲作品
- 『英国民謡集』[26]
  - アニーローリー
  - 誰かが誰かと
  - 埴生の宿
  - 思い出
  - わがパステル
  - 楽しがりし昔